# Xylocampa interrupta
Xylocampa interrupta är en fjärilsart som beskrevs av Barend J. Lempke 1964. Xylocampa interrupta ingår i släktet Xylocampa och familjen nattflyn. Inga underarter finns listade i Catalogue of Life.